# Melangyna subfasciata
Melangyna subfasciata är en tvåvingeart som först beskrevs av Charles Howard Curran 1925.  Melangyna subfasciata ingår i släktet flickblomflugor, och familjen blomflugor. Inga underarter finns listade i Catalogue of Life.